# Довгохвостка амурська
Довгохво́стка аму́рська (Takydromus amurensis) — вид ящірок родини справжніх ящірок (Lacertidae). Поширений на Далекому Сході. Мешканець широколистяних і мішаних лісів.

## Опис
Дрібна струнка ящірка. Довжина тіла від кінчика морди до клоаки (L.) у самців до 71 мм, у самиць — до 76 мм. Хвіст (L.cd.) майже в 2,5 рази  перевищує довжину тулуба з головою: відношення  L./L.cd. складає 0,40—0,66. Хвіст ламкий, здатний до регенерації. Маса тіла до 5,2 г.

### Лускатий покрив
Спина вкрите 6—8 рядами сильно ребристої великої луски. Спинно-бокова луска значно дрібніша, ніж спинна. Бічна луска на тулубі більша за спинно-бокову, але менша за спину. Навколо середини тулуба (Sq.) 30—40 лусок. Черевні щитки утворюють 6—8 поздовжніх рядів. Ряд стегнових пор редукований до 3—4 пахових. Анальний щиток (А.1) великий, його ширина перевищує довжину. Хвостова луска гостроконечна, з низькими, але різкими реберцями.
Міжщелепний щиток широким швом торкається лобно-носового. Передлобні щитки торкаються один одного або розділені дрібним щитком. Є 2 великих надочних щитка. Між верхньовійковим і надочним щитками  розташовані до 6 дрібних зерняток. Потиличний щиток менший, ніж тім'яний.  Підочний щиток щільно прилягає до краю рота, попереду нього 4—5 верхньогубних щитка. Скронева луска гладенька або слаборебриста. Барабанний щиток добре виражений. Луска на горлі гладенька, більша в області шиї. Комір слабко розвинений. 

### Забарвлення
Забарвлення верхньої сторони тіла коричневе, буре, зеленувато-блакитне або сіро-оливкове. По спинно-бокових рядах луски проходить по одній широкій темній смузі, які починаються в скроневій області й переходять на боки хвоста. З боків шиї від нижньої частини вушного отвору до коміра тягнеться коротка світла вузька смужка. Знизу ящірка синювато-зеленого або зеленувато-сірого кольору, горло світліше. Молоді особини суцільно чорні.

## Поширення
Мешкає в Північно-Східному Китаї, Кореї, Японії (о. Цусима), Приморському і Хабаровському краях Росії. 

## Особливості біології
Населяє кедрово-широколистяні ліси, дотримуючись прогрітих сонцем ділянок, як то прирічкові галечники, вирубки, узбіччя доріг, лісові галявини, а також пологі схили гір. Ховається в лісовій підстилці, під корою, а також у низьких дуплах дерев. 
Після зимівлі з'являється раніше інших далекосхідних плазунів — в кінці березня — на початку квітня; на узбережжі моря в Японії раніше, ніж у горах. Восени при сприятливих погодних умовах буває  активна до середини листопада.
Довгохвостка амурська належить до яйцекладних ящірок. Статева зрілість настає у 2 роки. Парування відбувається на початку травня. У північній частині ареалу відбувається 1—2, а на півдні зазвичай 3 кладки за сезон по 2—8 яєць — залежно від розмірів самки. За період розмноження самки відкладають до 23 яєць (частіше 11—12) розміром 10,5—12,5 × 6,7—9,5 мм, зариваючи їх у неглибоку норку або в деревну труху. Молоді ящірки довжиною 26—29 мм з'являються наприкінці серпня — на початку вересня. 
Живиться комахами і дрібними безхребетними, зокрема павуками, сарановими, гусінню, молюсками, багатоніжками, жуками та дощовими червами.

## Охорона
Стан більшості природних популяцій виду в межах ареалу залишається більш-менш стабільним. Саме тому він, згідно Червоного списку МСОП, отримав охоронний статус «відносно благополучний вид».